# Дзани
Дзани (на италиански: Zanni) е групово наименование на персонажи от италианската комедия дел арте, обикновено слуги, сред които най-известни са Арлекино, Бригела и от женските характери Коломбина.
Първоначално значението на дзани е персонаж с езическо минало. По-късно в комедия дел арте този характер е представен като доста по-рафинирана и положителна фигура, но все пак запазила корените и произхода си, които личат в жестовете и походката ѝ и водена предимно от инстинктите си.
Наименованието дзани идва от Джани (на италиански: Gianni) с венецианско произношение – един от първите актьори в тази маска. Маската на дзани и неговият характер са едни от най-старите и продължават традицията на придворните и карнавални шутове.